# Mesomys hispidus
Mesomys hispidus es una especie de roedor de la familia Echimyidae.

## Distribución geográfica
Se encuentra en Bolivia, Brasil, Colombia, Ecuador, Guayana Francesa, Guayana, Perú, Surinam y Venezuela.